# Johan Asplund
Pour les articles homonymes, voir Asplund.
Karl Johan Asplund (né le 19 mai 1937 à Jakobstad (Finlande) et mort le 13 novembre 2018 à Lund (Suède)) est un sociologue suédois plus particulièrement intéressé par les interactions sociales et l'ethnométhodologie.

## Biographie
Ses travaux sont cités dans ceux de Mats Alvesson (on reflexive methodology and critical management theory). 
Ils sont peu traduits du suédois. En effet, il pense que l'essence d'un texte se dilue s'il est traduit. C'est pourquoi il refuse l'édition dans d'autres langues. Des écrits de Johan Asplund sur des villes sont récapitulées en anglais par Bo Gronlund dans sa « New Urban Theory » (nouvelle théorie urbaine).
Deux de ses ouvrages les plus lus sont :
- Det sociala livets elementära former (1987, approximativement « les formes élémentaires de la vie sociale »), dans lequel il présente sa théorie au sujet des humains comme prioritairement « socialement sensibles » (« socialt responsiva »), et
- Essä om Gemeinschaft och Gesellschaft (1991, approximativement « essai au sujet de Gemeinschaft et Gesellschaft »), dans lequel il explique et discute ce concept, à l'origine développé par le sociologue allemand Ferdinand Tönnies.

## Publications
- Om mättnadsprocesser 1967
- Sociala egenskapsrymder 1968
- Om undran inför samhället 1970
- Om attitydbegreppets teoretiska status 1971
- En mycket fri tolkning av några teser i George Lukács historia och klassmedvetande 1971
- Inledning till strukturalismen 1973
- Bertillon och Holmes 1976
- Teorier om framtiden 1979
- Socialpsykologiska studier 1980
- Tid, rum, individ och kollektiv 1983
- Ett ostämt piano är hemskt 1984
- Om hälsningsceremonier, mikromakt och asocial pratsamhet 1987
- Det sociala livets elementära former 1987
- Rivaler och syndabockar 1989
- Essä om Gemeinschaft och Gesellschaft 1991
- Storstäderna och det forteanska livet 1992
- Avhandlingens språkdräkt 2002
- Genom huvudet 2002
- Hur låter åskan? 2003
- Angående Raymond Chandler 2004
- Munnens socialitet och andra essäer 2006

## Prix et récompenses
- Kellgrenpriset 1997
- John Landquists pris 2003